# Conspirația (roman de Dan Brown)
Conspirația (în engleză „Deception Point”) este un roman scris de autorul american Dan Brown.

## Scurt rezumat
Când un satelit NASA face o descoperire ciudată într-un ghețar din Arctica, agenția îsi proclamă mult așteptata și absolut necesara victorie – o victorie cu profunde implicații politice, căci Statele Unite ale Americii sunt în plină campanie electorală.
Dacă această descoperire va fi confirmată, ea va schimba cursul istoriei, căci tot ceea ce știam despre apariția noastră în univers este o mare minciună, iar implicațiile sunt de neimaginat.
Pentru a verifica autenticitatea acestei extraordinare descoperiri, Casa Alba trimite la fața locului specialiști de renume, printre care și Rachel Sexton, fiica adversarului politic al actualului președinte, și celebrul om de știința și vedetă de televiziune Michael Tolland.
Însă ceea ce descoperă ei întrece orice așteptare.
Dar înainte ca Rachel și Michael să îl contacteze pe președinte sunt atacați de o echipă de asasini misterioși care nu se vor opri de la nimic pentru a îi împiedica să afle adevărul. Știind că viața le este în pericol aceștia speră că vor afla în sfârșit cine este în spatele acestei conspirații.